# Ján Nálepka
Ján Nálepka (Szepessümeg, 1912. szeptember 20. – Ovrucs, 1943. november 16.) szlovák katona, a Szovjetunióban szervezett szlovák partizánegység parancsnoka és az egyetlen szlovák katona, aki – 1945-ben posztumusz – megkapta a Szovjetunió Hőse kitüntetést.

## Élete
Ján Nálepka tanítóként dolgozott. A II. világháború megkezdése után önként bejelentkezett a szlovák hadsereg keleti frontra induló egységébe. 1942 februárjában, a Zsitomiri területen szolgáló Ján Nálepka felvette a kapcsolatot az ott harcoló szovjet partizánokkal, és nagyon jó viszonyban volt a helyi lakossággal is. 1943. május 14-én Ján Nálepka átszökött a szovjet oldalra. Nálepka a partizánok közt Repkin név alatt lett híres,  később ő lett a parancsnoka az 1. csehszlovák partizánegységnek a Szovjetunióban. Ján Nálepka az Ovrucs felszabadításáért folyt harc közben esett el.